# Častolovice (zámek)
Zámek Častolovice se nachází v městysu Častolovice v okresu Rychnov nad Kněžnou.

## Historie

### Tvrz
Počátky šlechtického sídla v místech dnešního zámku sahají do období kolem poloviny 13. století, kdy nejspíše Častolov, pocházející z rodu Ronovců založil tvrz, vystavěnou pravděpodobně v místech dnešního kostela sv. Víta v lokalitě Na Skalce, která nesla právě jeho jméno. S jistotou je jako majitel Častolovic (Tschastolowiczdoložen k roku 1342 Půta nejstarší z rozrodu Drslaviců, který používal predikátu z Častolovic. Jeho sídlo se již nacházelo v místech dnešního zámku. Půtovská tvrz byla postavena v močálech na dřevěných pilotech. Tehdy na jeho žádost Jan Lucemburský udělil vsi Častolovice privilegia městečka. Na tvrzi se později vystřídali Půtovi potomci. Pánové z Častolovic zastávali významné funkce u dvora českých králů z rodu Lucemburků. Půta nejstarší (+ 1397) působil ve funkci hejtmana braniborského, lucemburského a lužického. Jeho syn Půta mladší příseděl u zemského soudu a poslední majitel Častolovic z tohoto rodu Půta III. nejmladší se účastnil čáslavského sněmu a sloužil králi Zikmundovi. Po Půtově smrti v roce 1435 spravovala jeho statky v době nezletilosti Půtových dcer jeho matka Anna Osvětimská, která Častolovice v roce 1440 prodala Hynku Krušinovi z Lichtenburka. Ten je v roce 1454 prodal zemskému správci Jiřímu z Poděbrad a Kunštátu. Tak se Častolovice stávají součástí litického panství. Po Jiřího smrti byly Častolovice v držení jeho syna Jindřicha, knížete Minsterberského, který panství v roce 1495 prodal za 25000 kop grošů mocnému Vilému z Pernštejna, nejvyššímu hofmistru království českého. Tak byly Častolovice přičleněny k pernštejnskému panství Potštejn. Po Vilémovi byli jeho držiteli jeho synové Vojtěch a Jan a posléze Janův syn Jaroslav. Ten pro svoje finanční problémy Častolovice prodal v roce 1556 rýnskému kurfiřtovi Arnoštovi. Ten v rámci postupného rozprodávání svého majetku Častolovice zapsal za dluh 4796 kop grošů Jindřichu z Regeru. Ten zřejmě provedl částečnou úpravu za pánů z Kunštátu a Pernštejnů zpustlé tvrze. V roce 1570 ale Častolovice pro dluh 6100 kop grošů postupuje královskému prokurátorovi Albrechtu Bryknarovi z Brukštejna. Ani v jeho držení, ale nezůstávají příliš dlouho, jelikož již o pět let později je Albrecht prodává císaři Maxmiliánovi II., díky opoždění zápisu do desk zemských byly Častolovice opět pro dluh 18 500 kop grošů postoupeny roku 1577 Rudolfu II. jen na krátký čas se staly komorním panstvím, téhož roku je od komory koupili bratři Jan, Jiří a Vilém z Oppersdorfu za 11 500 kop grošů. Postupně se podíly dostaly do rukou syna Jiřího z Oppersdorfu Friedricha (Bedřicha), který se po smrti posledního z výše jmenovaných bratří, Viléma roku 1588 stal jediným majitelem Častolovic.

### Zámek

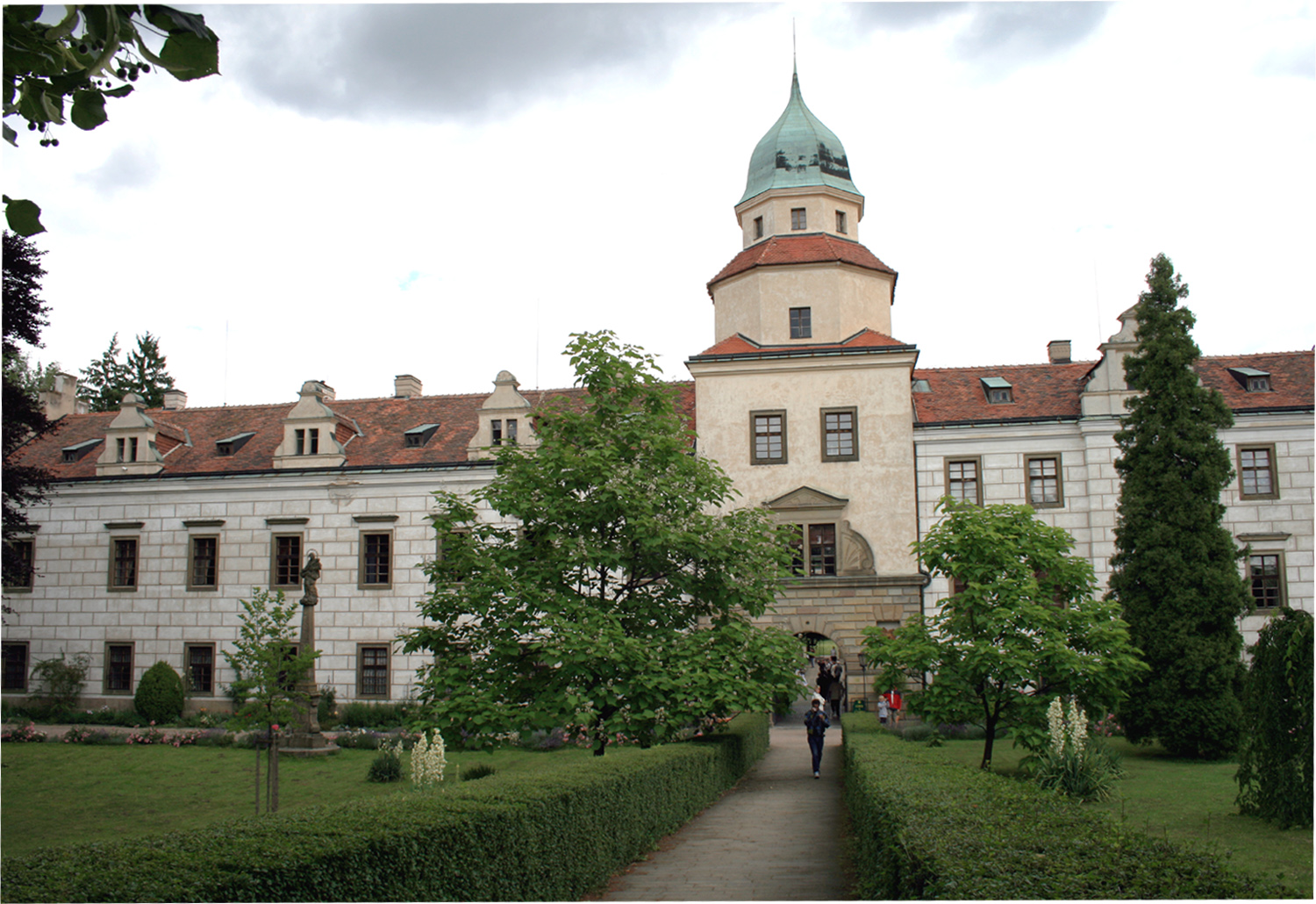
Zámek v Častolovicích

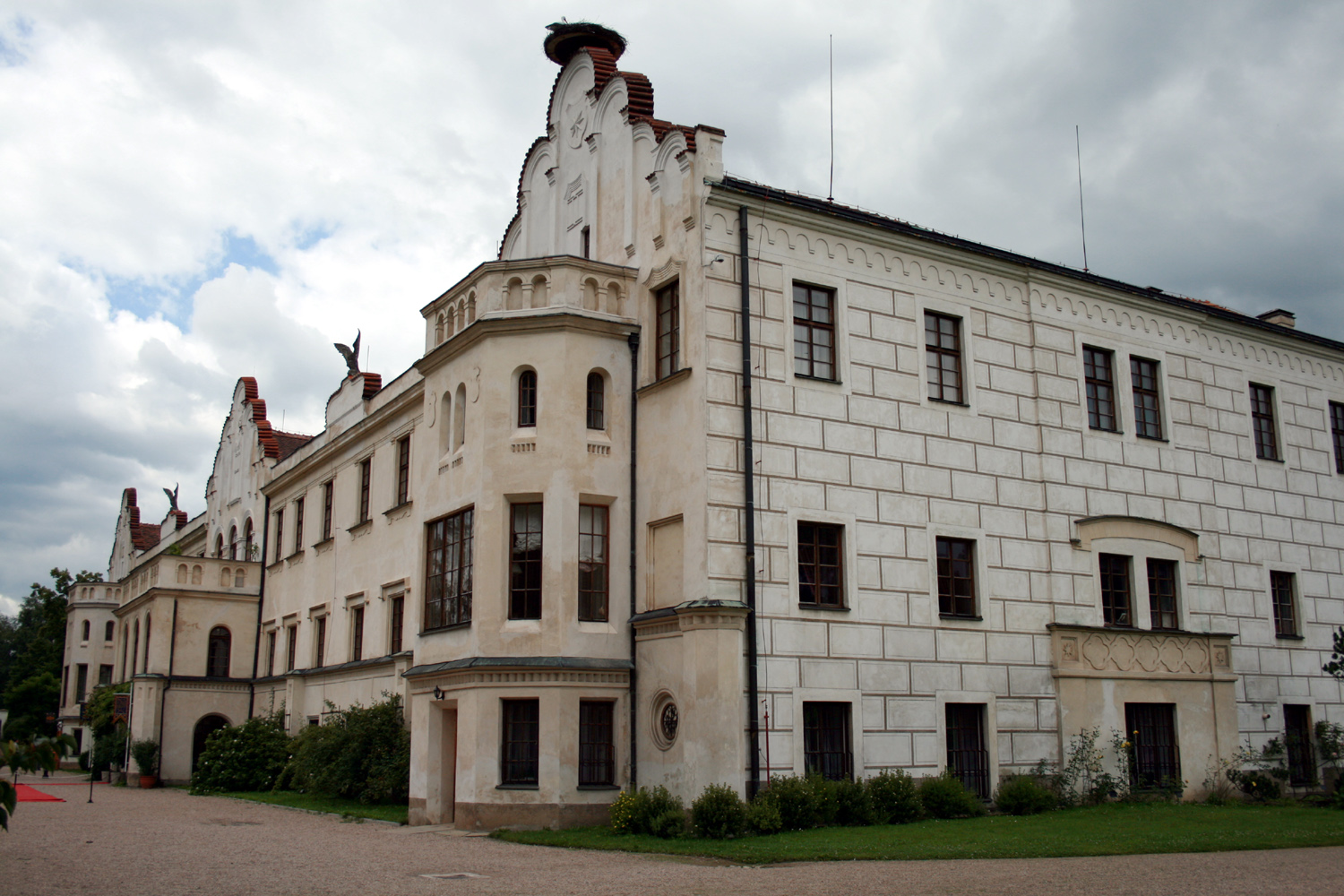
Zadní průčelí s kaplí a šestibokými přístavbami H. Walchera von Molthein

Zděděné sídlo nesplňovalo standardy bydlení pozdně renesančního šlechtice, proto Friedrich z Oppersdorfu († 1615) zahájil stavbu renesančního zámku. Má čtyřkřídlou dispozici kolem téměř čtvercového nádvoří s patrovým panským křídlem s arkádovým ochozem a protější přízemní hospodářské zázemí. Po smrti Oty z Oppersdorfu (syna Friedricha z Oppersdrofu a Magdalény z Donína, jejichž plastické erby jsou vsazeny do nadpraží průchodu do zámeckého parku) roku 1646 se stal poručníkem jeho nezletilých dětí na Častolovicích do roku 1658 František Karel Libštejnský z Kolowrat. Po dosažení zletilosti a bratrově smrti se Častolovic ujal Otův syn Jan Václav, po jehož smrti v roce 1676 byla poručnicí nad panstvím za nezletilé syny určena jeho žena Anna Eleonora rozená z Kolowrat. V roce 1682 si její synové Jan Václav, Jan Josef a Jan Eusebius Rudolf statky po otci rozdělili. Častolovice připadly toho času ještě nezletilému Janu Rudolfovi. O dva roky později padlo rozhodnutí statky prodat. Tak byly Častolovice Janem Václavem a Janem Josefem v zastoupení jejich nezletilého bratra v roce 1684 prodány Tomáši Černínovi z Chudenic. Od něj je roku 1694 koupil nejvyšší purkrabí pražský Oldřich Adolf Vratislav, říšský hrabě ze Šternberka. Roku 1701 Adolf Vratislav spojil svá panství Zásmuky a Častolovice do tzv. fideikomisu (nedělitelné, nezcizitelné rodinné panství). Za napoleonských válek v letech 1809-1810 byla v zámku zřízena polní nemocnice. Po smrti posledního přímého potomka rodu Františka Josefa ze Šternberka v roce 1830 přešlo panství na jinou rodovou větev. V roce 1942, poté co se Leopold Sternberg přihlásil společně s dalšími představiteli české šlechty otevřeně k české národnosti, byl zámek zabrán Němci. Po válce se sem rodina Šternberků vrátila, manželka Leopolda Sternberga Cecilie Reventlow-Criminil zde provedla některé úpravy a opravy, po únorovém převratu roku 1948 se rodina rozhodla emigrovat do USA a na Jamajku. Zámek se stal majetkem státu, v jehož držení zůstal až do roku 1992, kdy byl v rámci restitucí navrácen původním majitelům, tedy rodině Sternbergů. V současnosti je zámek v majetku Franzisky Diany Sternbergové - Phipps.

## Popis zámku

### Architektura

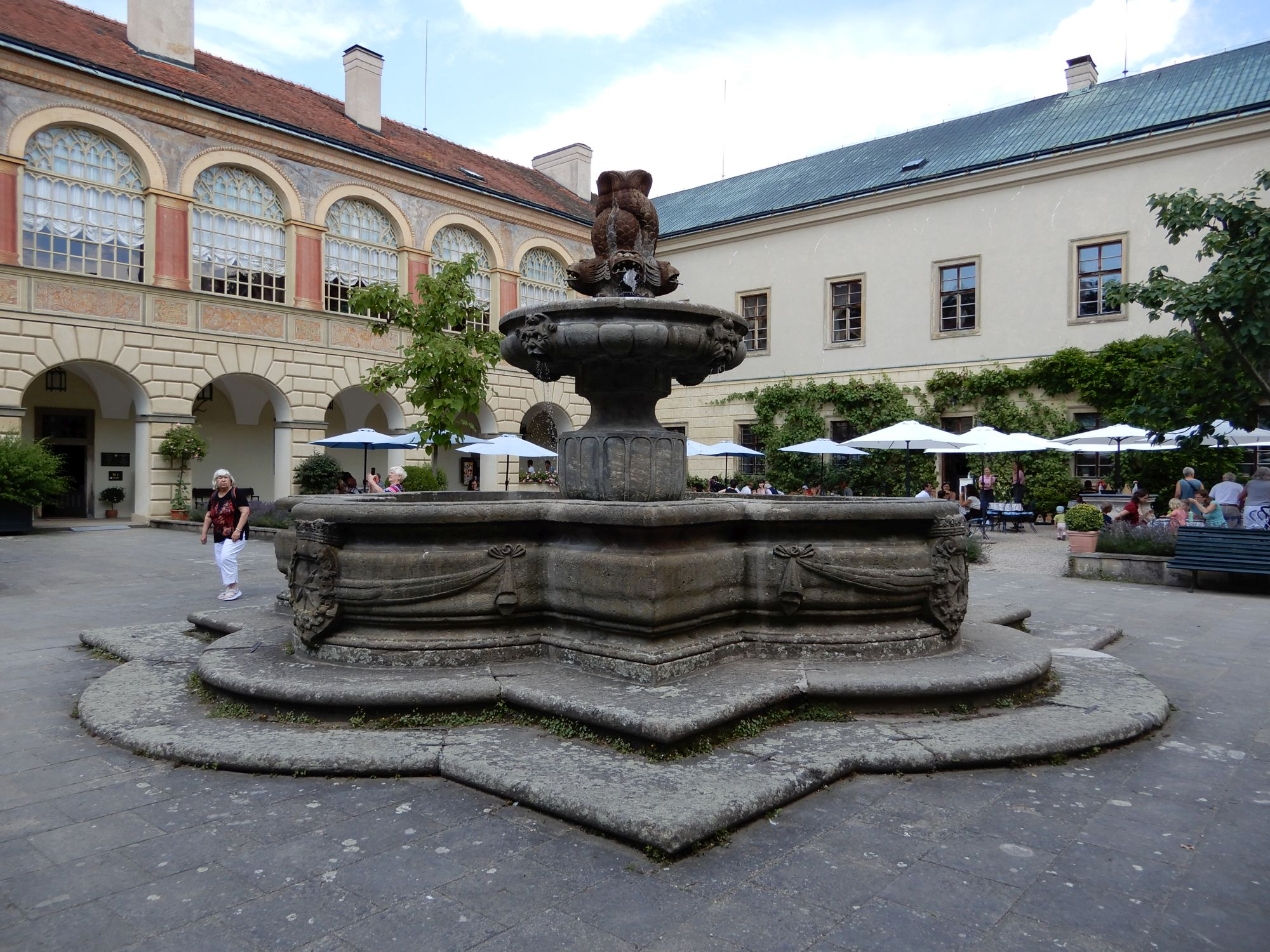
Raně barokní kašna

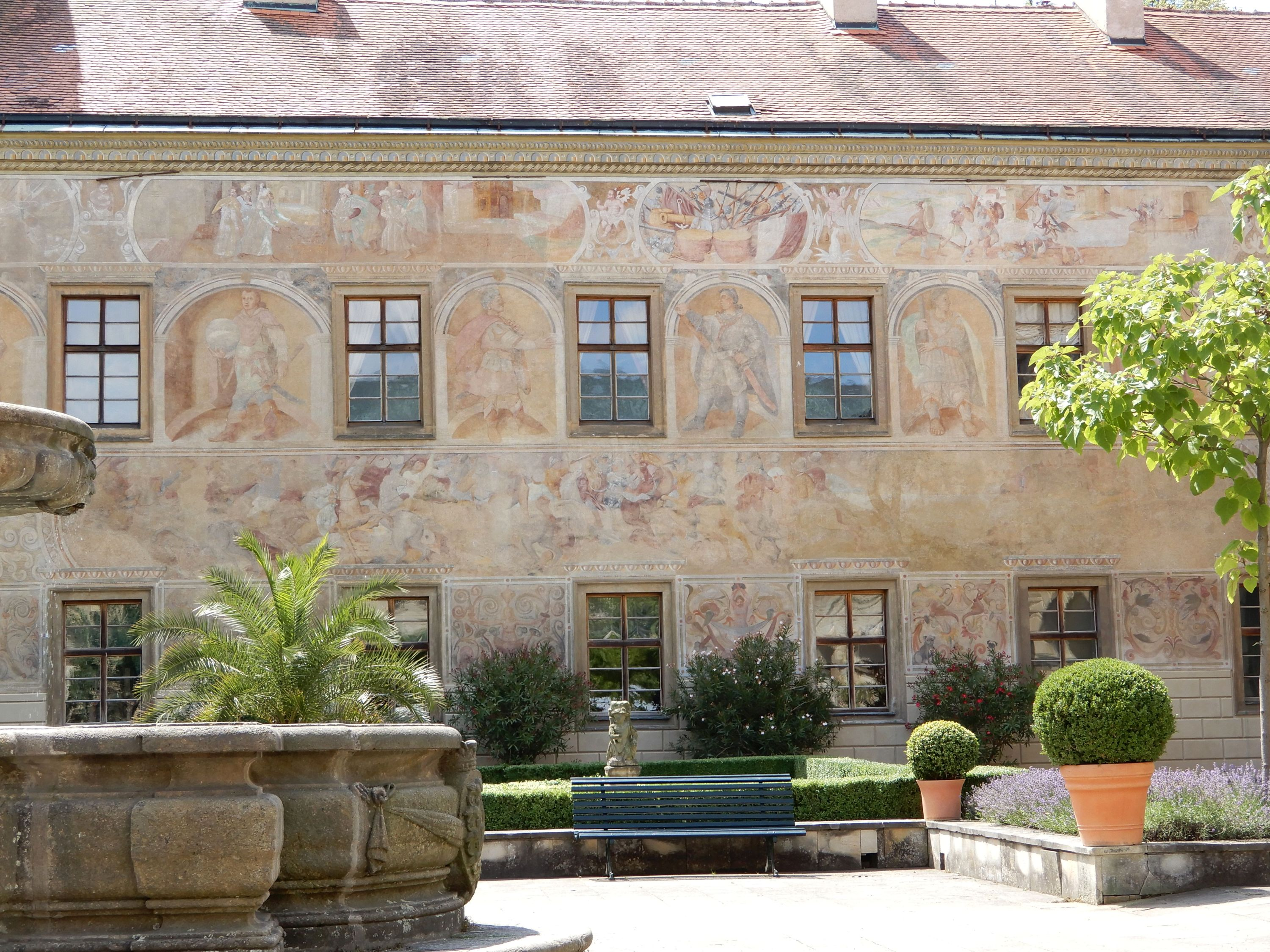
Renesanční fresky

Zámek je dnes uzavřenou stavbou kolem téměř čtvercového nádvoří, v jehož středu stojí raně barokní kašna s tesaným erbem rodu Šternberků a chrliči ve tvaru ryb z konce 17. století. V jádře renesanční budova prošla třemi stavebními etapami. Současná podoba je dvoupatrová v levém (jižním) křídle s arkádami, pravé křídlo je třípatrové. V letech 1858-1872 dal Jaroslav ze Šternberka budovu přestavět v tehdy oblíbeném stylu anglické (windsorské) neogotiky. Severozápadní křídlo zámku bylo do nádvoří otevřeno arkádami za Jaroslava ze Šternberka zasklenými pro větší pohodlí v klimaticky nepříznivém prostředí pod Orlickými horami.
Po roce 1900 Leopold Albert ze Šternberka uskutečnil radikální přestavbu hospodářských budov v novorenesančním stylu podle kreseb šlechtického architekta-diletanta, přibyly obloučkové štíty, atika s kuželkovou balustrádou a sochami, ale také novobarokní schodiště s tepanou mříží. Poslední novorenesanční podobu zámku projektoval rakouský architekt Humbert Walcher von Molthein. Byla zbořena vstupní brána s věžičkami a cimbuřími a nahrazena šestibokým nástavcem věže s šestibokou helmicí, ve které se nacházela nádoba na dešťovou vodu, která byla rozváděna po zámku. Také východní (tedy ze strany vstupu pravé) křídlo bylo zvýšeno o jedno patro.
Fresky na dvorní stěně jižního křídla (nalevo od hlavního vstupu do zámku) ve čtyřech etážích nad sebou:
- v oválných kartuších římské bitevní scény a válečné trofeje
- v arkádových polích postavy šesti antických římských císařů Julia Augusta, Oktaviána, Klaudia a Tiberia
- antická bitevní scéna, dříve mylně pokládaná za legendární vítězství Jaroslava ze Šternberka v roce 1241 v boji proti Tatarům u Olomouce.
- mezi okny ornamentální dekorace

### Interiéry

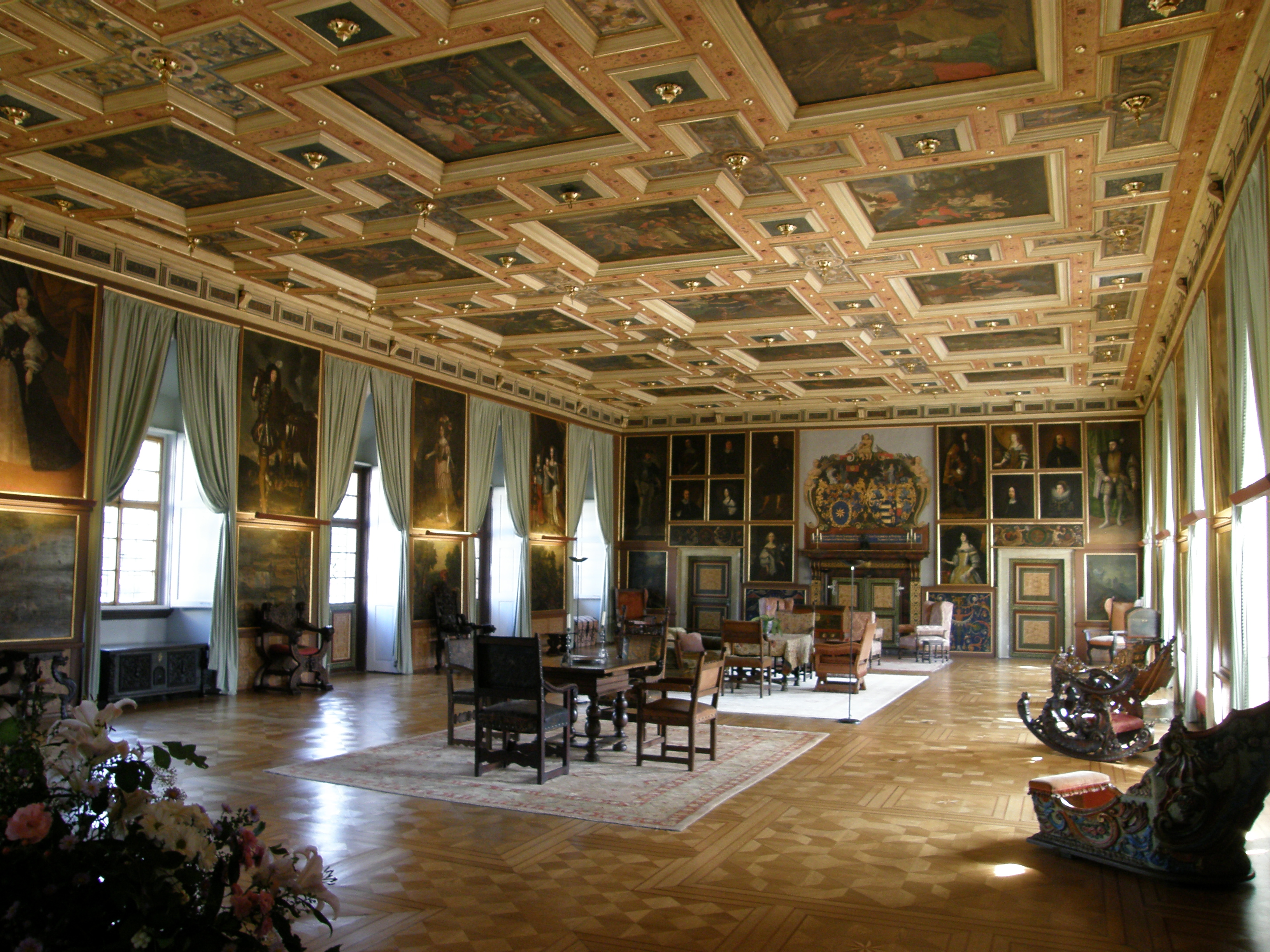
tzv. Rytířský sál s kazetovými stropy

Renesanční a raně barokní prostory byla z nadpoloviční většiny adaptované pro komfortní bydlení po polovině 19. století a po roce 1910.
- Nejhodnotnější vybavení mají čtyři místnosti západního křídla, jsou to pozdně renesanční kazetové stropy s figurálními a ornamentálními malbami z doby kolem roku 1600. V zámecké jídelně, nazvané Tobiáška, jsou vymalovány starozákonní výjevy ze života žida Tobiáše, v tzv. Rytířském (správně velkém či hlavním) sále je 24 výjevů ze Starého zákona. Ve dvou menších síních, přiléhajících k velkému sálu, je 12 desek s malbou Ovidiových Proměn podle ilustrací Virgila Solise.

Mobiliář tvoří především obrazárna, další sbírky: nábytek, gobelíny, kachlová kamna a souprava stolního kameninového nádobí se šternberskými erby.
- Obrazy doby renesance a manýrismu: portréty členů rodin rakouských a španělských Habsburků (vesměs kopie), nejcennější je rudolfinský žánrový obraz Hry a zábavy na panském sídle;
- nizozemská a vlámská malba raného baroka: Lucas van Valckenborch, kopie obrazů Petra Paula Rubense "Salomé s hlavou sv. Jana Křtitele" a "Hlava medúzy" patří k nejhodnotnějším ze šternberských sbírek,
- obrazy českého baroka: Karel Škréta: "Mladý lovec", neurčený člen šternberského rodu, nejspíše Jan Adam ze Šternberka. Škréta pro Šternberky vytvořil několik portrétů, např. sester Barbory Eufrosie a Marie Eleonory Klary Šternberkových, Marie Maximilány ze Šternberka jako pastýřky (vystavený na zámku v Bechyni), Johanna Heinricha Schönfelda,[2] a jiných.
- V Tobiášce: sedm portrétů ze série českých králů a královen, které se do Častolovic dostaly z Jindřichova Hradce jako věno Anny Lucie roz. Slavatové, která se v roce 1654 vdala za Adolfa Vratislava ze Šternberka. Ve velkém sále o rozloze přes 300 m2, jedním z největších renesančních zámeckých prostor v České republice, se nachází rodová galerie Šternberků.
- obrazy klasicismu a biedermeieru: pokračování rodové galerie Šternberků
- renesanční vlámské gobelíny - část věna Marie Lucie Slavatové
- Kaple Božího těla je hranolová renesanční stavba, předstupující před severozápadní průčelí. Má vzácný vyřezávaný tyrolský oltář z roku 1601, jeho reliéfy představují dole čtyři Církevní učitele Západu (svatí Ambrož, Bonaventura, Augustin a Jeroným), uprostřed Poslední večeře Páně a po stranách šest menších scén z Kristova života. Po stranách oltáře vsazené 2 + 2 deskové malby představují alegorie Víry, Naděje, Lásky a Spravedlnosti. Obě křídla vstupních dveří zdobí deskové malby dvanácti apoštolů. vybavení doplňují obrazy příbuzenstva Ježíšova a Zvěstovaní Panně Marii. Kachlová kamna mají částečně dochovány reliéfy císařských orlic a otisky tlapek zámeckých psů.
- Velký sál byl vytápěn pomocí dvou mohutných krbů, renesanční krb je zdoben aliančním erbem Šternberků a Slavatů, barokní reliéfem "Narození Páně".
- Arkádová chodba vznikla zasklením oblouků arkád koncem 19. století. V současnosti západní křídlo slouží expozici zámeckých sbírek a východní křídlo je vyhrazeno soukromým potřebám majitelky zámku.

## Zámecká knihovna
Celkově obsahuje častolovická knihovna více než 5800 svazků, z toho 5 rukopisů a cca 708 starých tisků 17. a 18. století. Ze zbývajících asi 5000 svazků pochází cca 20 % z první poloviny 20. století.

## Mariánská statue

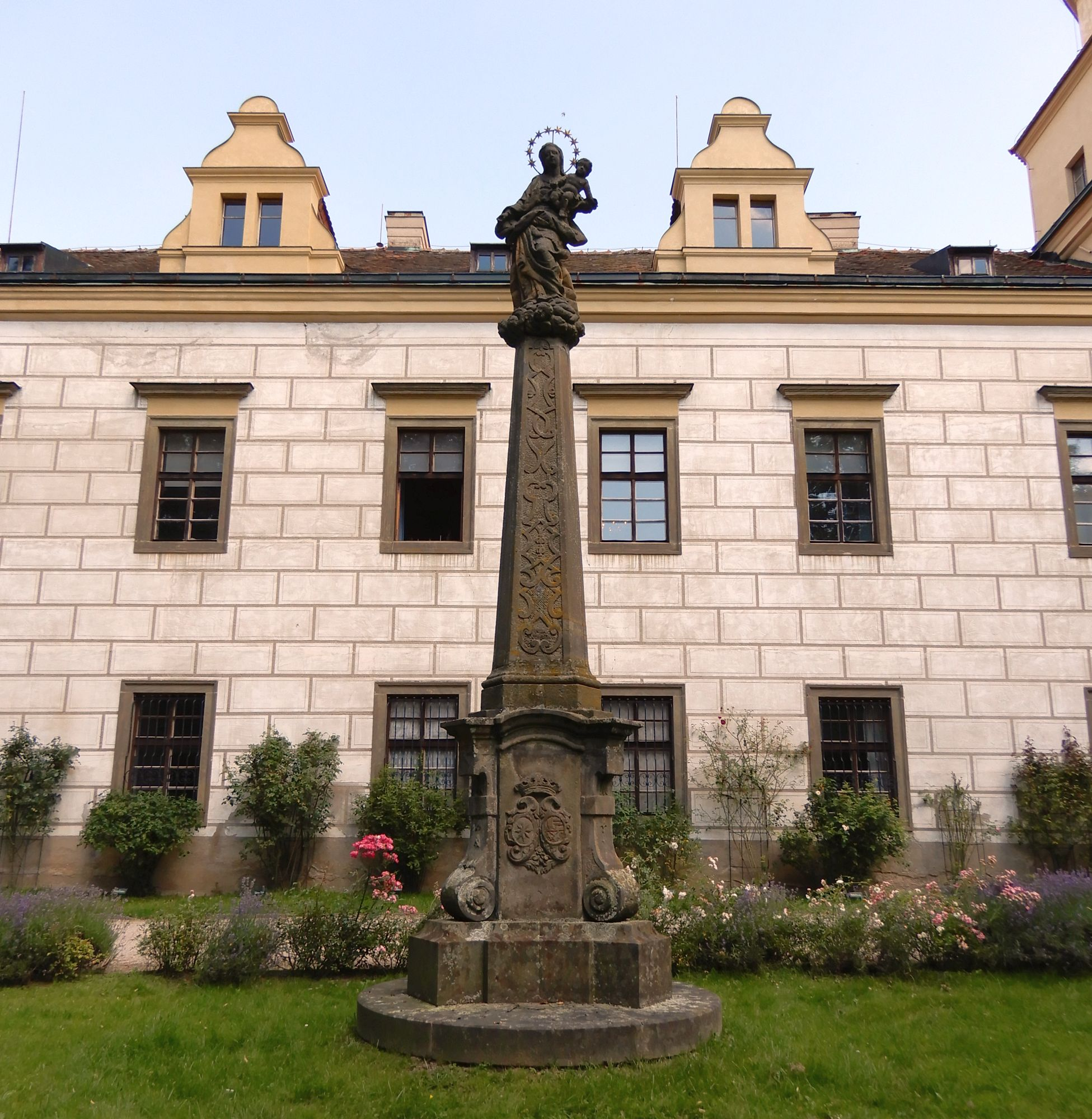
Mariánská statue před zámkem (1744)

Vlevo od hlavního vchodu do zámku stojí pískovcový pilíř ve tvaru obelisku se sochou Panny Marie s Ježíškem. Pilíř je zdoben barokním páskovým ornamentem. Na soklu neseném čtyřmi volutami má dva latinské nápisy s dedikací a chronogramem vzniku 1744. Na jeho přední straně je vytesána dvojice plastických kartuší s aliančními erby objednavatelů pod hraběcí korunkou, a to Františka Filipa hraběte ze Šternberka a jeho manželky Marie Leopoldiny, rozené hraběnky ze Starhembergu. Podle farních záznamů stála socha původně na rozcestí naproti městskému špitálu. V roce 1901 dala vdova Marie Sýkorová celou sochu pozlatit. V roce 1955 statue z důvodů rozšíření komunikace překážela dopravě, byla rozebrána a traktor s vlekem ji převezl na nynější místo.

## Anglický park
Park má rozlohu 42 hektarů. Stará lipová alej vede k Synkovu. V parku žijí bílí daňci a jeleni Dubowského. Ohrazenou část zámeckého parku zabírá zvěřinec s lamami, poníky, oslem, kozami, africkými prasaty, vzácnými pštrosy nandu, ale také králíky, morčaty, pávy, bažanty, krůtami, slepicemi, perličkami, papoušky a holuby. V roce 2010 byl v zámeckém parku otevřen gloriet, sloužící k odpočinku.

## Současnost zámku
V současnosti je zhruba v 15 místnostech západního křídla zřízena expozice, která seznamuje se způsobem života šlechty v období od renesance a manýrismu přes baroko, rokoko a empír až po biedermaier z let 1815–1848. V přízemí zámku se nachází prodejní obrazová galerie, kde se v sezóně konají měsíční výstavy většinou místních umělců, a také zámecká restaurace. V současné době je možnost pronájmu prostor zámku pro svatební obřady (v přízemí zámku je zřízena obřadní síň, pro velké svatební obřady může sloužit rytířský sál, církevní sňatek je možné uzavřít v zámecké kapli) a jiné akce.
Minulá majitelka, Diana Sternbergová, byla původním povoláním bytová designérka. Dbala na výsadbu vzácných rostlin a dřevin i na květinovou výzdobu, jak na nádvoří, tak v interiérech. Síně a chodby upravila v historickém stylu záclonami, závěsy, dekorací stolů a žardiniérami.
Současná majitelka zámku Alexandra Hardegg, dcera Diany Sternbergové, bydlí se svou rodinou v Rakousku. Na zámku Častolovice tak bydlí její syn Henry s manželkou Tessou. Ti se o zámek starají a pokračují tak v tom, co zde započala Diana Sternbergová.
Zámek má na hlavním schodišti instalovanou plošinu a je tedy přístupný i vozíčkářům. Zámek je zpřístupněn i pro zvířecí kamarády.

## Návštěvnost
V roce 1976 zámek navštívilo 36 725 návštěv (z toho 33 068 platících), což byla tehdy nejvyšší návštěvnost za pět let.
Od roku 2008 Interiéry zámku zpravidla navštěvuje kolem 20 tisíc zájemců.
| Rok  | Návštěvnost |
| ---- | ----------- |
| 2005 | 36 695      |
| 2006 | 23 614      |
| 2007 | 26 747      |
| 2008 | 21 817      |
| 2009 | 21 808      |
| 2010 | 21 181      |
| 2011 | 26 077      |
| 2012 | ?           |
| 2013 | 19 777      |
| 2014 | 20 944      |
| 2015 | 20 096      |
| 2016 | 20 938      |
| 2017 | ?           |
| 2018 | ?           |
| 2019 | ?           |
| 2020 | 16 678      |
| 2021 | 15 873      |
| 2022 | 21 800      |

## Okolí
Nedaleko Častolovic se nachází několik dalších hradů a zámků, cca 1 km východně leží empírový Nový zámek v Kostelci nad Orlicí, patřící rodu Kinských, cca 7 km východně je to renesanční zámek Doudleby nad Orlicí, asi 12 km stejným směrem potom zřícenina hradu Potštejn a zámek Potštejn, na severovýchod od Častolovic (cca 7 km) se nachází město Rychnov nad Kněžnou s barokním zámkem Kolovratů. Západním směrem leží město Třebechovice pod Orebem, známé svojí betlemářskou tradicí.

## Galerie erbů majitelů

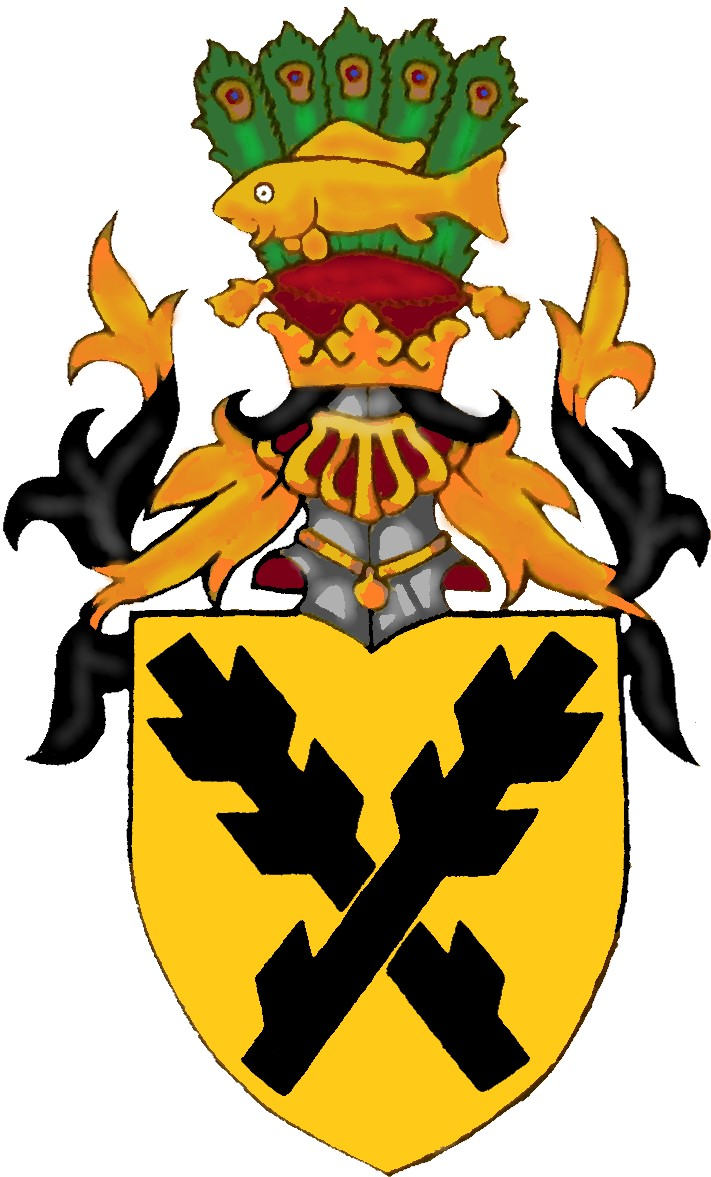
Erb Ronovců, pravděpodobných zakladatelů tvrze
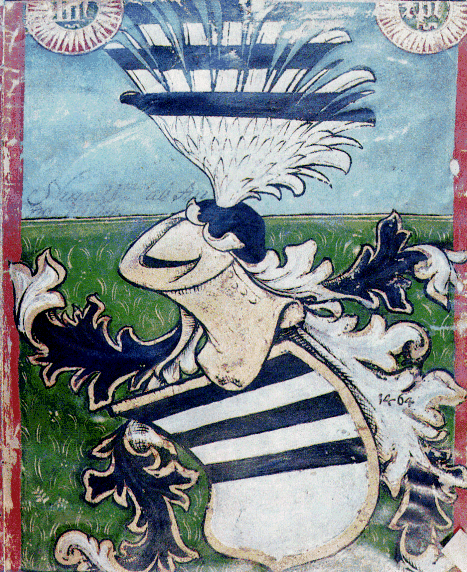
Erb pánů z Kunštátu, majitelů v letech 1454–1471
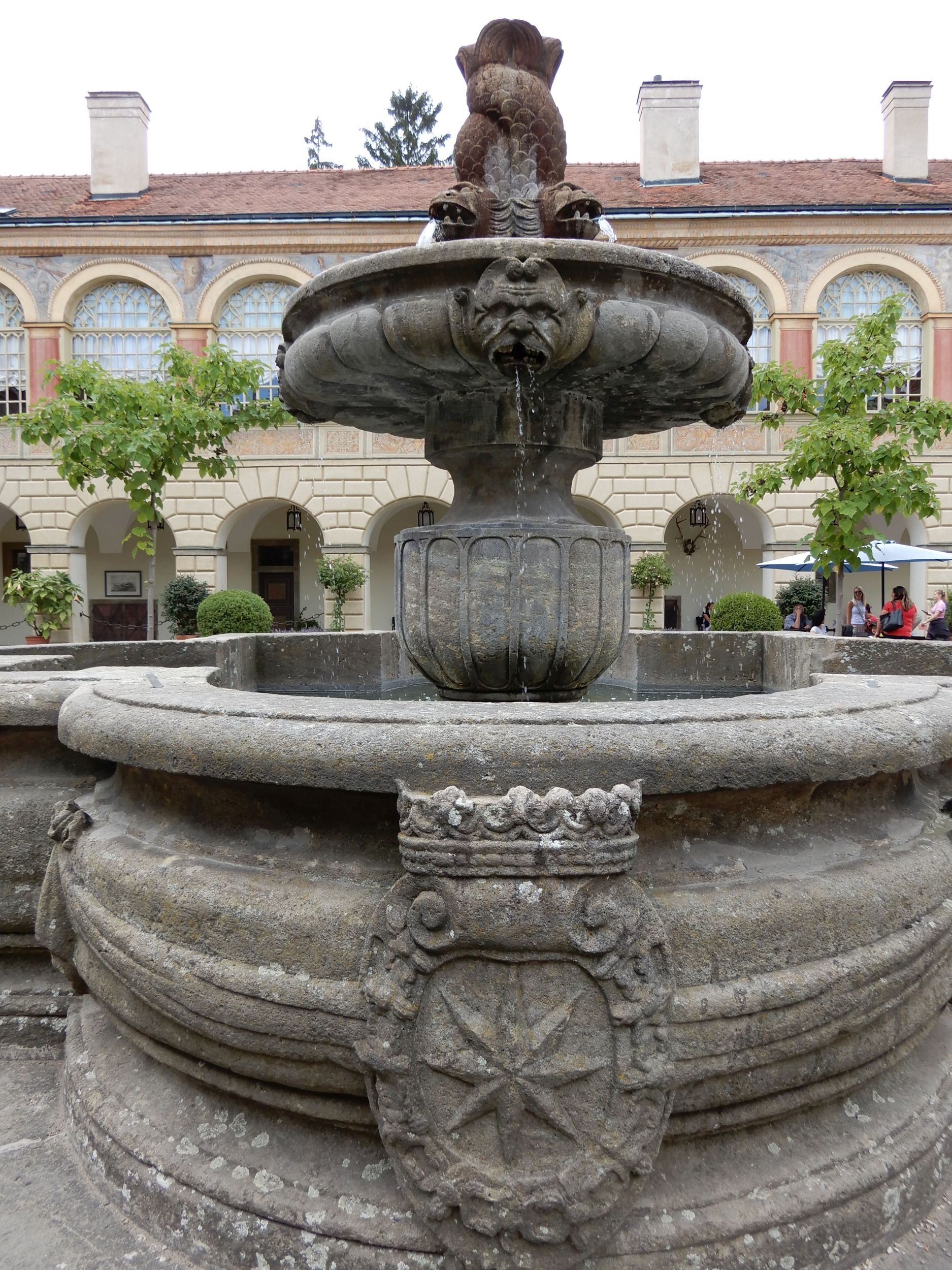
Erb Šternberků na raně barokní kašně
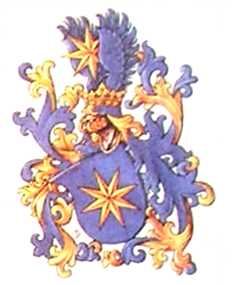
Erb Šternberků, současných majitelů